# Draft de la NBA de 1964
El Draft de la NBA de 1964 fue el decimoctavo draft de la National Basketball Association (NBA). El draft se celebró el 4 de mayo de 1964 antes del comienzo de la temporada 1964-65. 
En este draft, nueve equipos de la NBA seleccionaron a jugadores amateurs del baloncesto universitario. Los jugadores que hubiesen terminado el periplo universitario de cuatro años estaban disponibles para ser seleccionados. Si un jugador abandonaba antes la universidad, no podía ser escogido en el draft hasta que su clase se graduase. En cada ronda, los equipos seleccionaron en orden inverso al registro de victiorias-derrotas en la temporada anterior.
Antes del draft, un equipo podía perder el derecho a su primera ronda de draft y seleccionar a cualquier jugador dentro de un radio de 80 kilómetros de su lugar de origen como elección territorial. El draft consistió de quince rondas y 100 jugadores fueron seleccionados.

## Selecciones y notas del draft
Mahdi Abdul-Rahman (por entonces conocido como Walt Hazzard) y George Wilson fueron seleccionados antes del draft como elecciones territoriales de Los Angeles Lakers y Cincinnati Royals respectivamente. Jim Barnes, del Texas Western College, fue seleccionado en la primera posición del draft por New York Knicks. Willis Reed, del Grambling College, ganador del Rookie del Año de la NBA en su primera temporada, fue seleccionado en la octava posición por New York Knicks. Reed fue incluido posteriormente en el Basketball Hall of Fame y fue nombrado uno de los 50 mejores jugadores en la historia de la NBA en 1996. Reed, que pasó sus diez años de carrera en los Knicks, ganó dos campeonatos de la NBA en 1970 y 1973. En ambos años fue nombrado MVP de las Finales de la NBA. También se proclamó vencedor del MVP de la Temporada de la NBA en 1970 y fue seleccionado en cinco ocasiones en el mejor quinteto de la NBA y en siete All-Star Game de la NBA. Reed se convirtió en entrenador cuando dio por finalizada su carrera como jugador, dirigiendo a los Knicks y a New Jersey Nets durante dos temporadas en cada equipo.
Paul Silas, la décima elección, ganó tres campeonatos de la NBA, dos con Boston Celtics en 1974 y 1976 y uno con Seattle SuperSonics en 1979, y formó parte de dos All-Star. Tras su carrera como jugador, entrenó a tres equipos de la NBA, el más reciente Cleveland Cavaliers. Jerry Sloan, la decimonovena elección, disputó dos All-Star Game antes de trabajar como entrenador en Chicago Bulls durante tres temporadas, y en Utah Jazz desde 1988 hasta 2011. Sloan fue incluido en el Basketball Hall of Fame como entrenador. Abdul-Rahman, la segunda elección Joe Caldwell, la cuarta Lucious Jackson y la quinta Jeff Mullins también disputaron un All-Star Game. John Thompson, la vigesimoquinta elección,también fue incluido en el Basketball Hall of Hame como entrenador. Tras finalizar su carrera como jugador, se convirtió en un exitoso entrenador de baloncesto universitario en Universidad de Georgetown. Dirigió a Georgetown Hoyas durante 27 temporadas, ganando el campeonato de la National Collegiate Athletic Association (NCAA) en 1984 y siendo el primer afrodescendiente en ganar un campeonato universitario. La duodécima elección, Cotton Nash, jugó al béisbol en la Major League Baseball (MLB) durante tres campañas entremedias de su carrera baloncestística. Es uno de los doce deportistas que han jugado en la NBA y MLB.

## Leyenda
|  | Denota jugador miembro del Basketball Hall of Fame                   |
|  | Denota jugador que ha sido seleccionado al menos en un All-Star Game |
|  | Denota jugador que nunca ha jugado en la NBA                         |

## Draft
| Ronda | Pick | Jugador          | Posición | Nacionalidad   | Equipo                            | Universidad               |
| ----- | ---- | ---------------- | -------- | -------------- | --------------------------------- | ------------------------- |
| T     | –    | Walt Hazzard     | G        | Estados Unidos | Los Angeles Lakers                | UCLA                      |
| T     | –    | George Wilson    | C        | Estados Unidos | Cincinnati Royals                 | Cincinnati                |
| 1     | 1    | Jim Barnes       | F/C      | Estados Unidos | New York Knicks                   | Texas Western             |
| 1     | 2    | Joe Caldwell     | G/F      | Estados Unidos | Detroit Pistons                   | Arizona State             |
| 1     | 3    | Gary Bradds      | F        | Estados Unidos | Baltimore Bullets                 | Ohio State                |
| 1     | 4    | Lucious Jackson  | F/C      | Estados Unidos | Philadelphia 76ers                | Pan American              |
| 1     | 5    | Jeff Mullins     | G/F      | Estados Unidos | St. Louis Hawks                   | Duke                      |
| 1     | 6    | Barry Kramer     | G/F      | Estados Unidos | San Francisco Warriors            | NYU                       |
| 1     | 7    | Mel Counts       | F/C      | Estados Unidos | Boston Celtics                    | Oregon State              |
| 2     | 8    | Willis Reed      | F/C      | Estados Unidos | New York Knicks                   | Grambling                 |
| 2     | 9    | Les Hunter       | F/C      | Estados Unidos | Detroit Pistons                   | Loyola (IL)               |
| 2     | 10   | Paul Silas       | F/C      | Estados Unidos | St. Louis Hawks (desde Baltimore) | Creighton                 |
| 2     | 11   | Ira Harge        | C        | Estados Unidos | Philadelphia 76ers                | New Mexico                |
| 2     | 12   | Cotton Nash      | F        | Estados Unidos | Los Angeles Lakers                | Kentucky                  |
| 2     | 13   | Howard Komives   | G        | Estados Unidos | New York Knicks (desde St. Louis) | Bowling Green             |
| 2     | 14   | Bud Koper        | G        | Estados Unidos | San Francisco Warriors            | Oklahoma City             |
| 2     | 15   | Bill Chmielewski | C        | Estados Unidos | Cincinnati Royals                 | Philadelphia Tapers (ABL) |
| 2     | 16   | Ron Bonham       | F        | Estados Unidos | Boston Celtics                    | Cincinnati                |

## Otras elecciones
La siguiente lista incluye otras elecciones de draft que han aparecido en al menos un partido de la NBA.
| Ronda | Pick | Jugador          | Posición | Nacionalidad   | Equipo                 | Universidad        |
| ----- | ---- | ---------------- | -------- | -------------- | ---------------------- | ------------------ |
| 3     | 18   | Wali Jones       | G        | Estados Unidos | Detroit Pistons        | Villanova          |
| 3     | 19   | Jerry Sloan      | G/F      | Estados Unidos | Baltimore Bullets      | Evansville         |
| 3     | 20   | Larry Jones      | G/F      | Estados Unidos | Philadelphia 76ers     | Toledo             |
| 3     | 23   | McCoy McLemore   | F/C      | Estados Unidos | San Francisco Warriors | Drake              |
| 3     | 24   | Steve Courtin    | G        | Estados Unidos | Cincinnati Royals      | Saint Joseph's     |
| 3     | 25   | John Thompson    | F        | Estados Unidos | Boston Celtics         | Providence         |
| 4     | 26   | Freddie Crawford | G/F      | Estados Unidos | New York Knicks        | St. Bonaventure    |
| 4     | 27   | Jim Davis        | F/C      | Estados Unidos | Detroit Pistons        | Colorado           |
| 4     | 30   | Hank Finkel      | C        | Estados Unidos | Los Angeles Lakers     | Dayton             |
| 4     | 33   | Happy Hairston   | F        | Estados Unidos | Cincinnati Royals      | NYU                |
| 4     | 34   | Joe Strawder     | C        | Estados Unidos | Boston Celtics         | Bradley            |
| 5     | 40   | John Tresvant    | F/C      | Estados Unidos | St. Louis Hawks        | Seattle            |
| 6     | 52   | Levern Tart      | G        | Estados Unidos | Boston Celtics         | Bradley            |
| 7     | 53   | Em Bryant        | G        | Estados Unidos | New York Knicks        | DePaul             |
| 9     | 72   | Tom Black        | C        | Estados Unidos | Baltimore Bullets      | South Dakota State |

## Traspasos
1. ↑  El 18 de octubre de 1963, New York Knicks adquirió una elección de segunda ronda de St. Louis Hawks a cambio de Richie Guerin.[23] Los Knicks usaron esa elección para seleccionar a Howard Komives.